# Solanum pugiunculiferum
Solanum pugiunculiferum är en potatisväxtart som beskrevs av Cyril Tenison White. Solanum pugiunculiferum ingår i släktet skattor som ingår i familjen potatisväxter. Inga underarter finns listade i Catalogue of Life.